# Lundellianthus harrimanii
Lundellianthus harrimanii là một loài thực vật có hoa trong họ Cúc. Loài này được Strother mô tả khoa học đầu tiên năm 1989.